# Мешковский район
Мешковский район — административно-территориальная единица, существовавшая в Северо-Кавказском крае РСФСР в 1924—1927 годах.
Административный центр — станица Мешковская.

## История
Район был образован в апреле 1924 года из Мешковской волости и входил в Донецкий округ Северо-Кавказского края.
Район упразднён в феврале 1927 года, его территория передана в Верхнедонской район.